# Lochmaeocles marmoratus
Lochmaeocles marmoratus är en skalbaggsart som beskrevs av Thomas Casey 1913. Lochmaeocles marmoratus ingår i släktet Lochmaeocles och familjen långhorningar. Inga underarter finns listade i Catalogue of Life.